# Фурман Оксана Євстахіївна
Оксана Євстахіївна Фурман (Гуменюк)  (1972 р.н.) — український психолог та педагог; доктор психологічних наук (2015), старший науковий співробітник (2003), доцент (2006), професор (2017), директор НДІ методології та освітології (2014–2019), доцент  (2009–2016), професор (2016–2021) кафедри психології та соціальної роботи Західноукраїнського національного університету, заступник головного редактора журналу «Психологія і суспільство» (з 2000).
У 1994 році закінчила Тернопільський державний педагогічний інститут за спеціальностями «Педагогіка і методика початкового навчання, образотворче мистецтво і психологія». У 2000 році здобула науковий ступінь кандидата психологічних наук, у 2015 — доктора психологічних наук. У 2003 році присвоєно вчене звання старшого наукового співробітника, у 2006 — доцента, у 2017 — професора.
У1994-96 роках працювала  вчителем української мови у Тернопільській ЗОШ І-ІІІ ступенів № 9. З 1996 по 1999 — навчалася в аспірантурі Державної академії керівних кадрів освіти (м. Київ). З 1999 по 2003 роки працювала заступником директора інституту експериментальних систем освіти (НДІ) у Тернопільській академії народного господарства; водночас із 1999 по 2000 р. — викладач кафедри прикладної і соціальної педагогіки. З 2003 по 2007 працювала на посаді старшого наукового співробітника інституту експериментальних систем освіти, і водночас на посаді доцента кафедри соціальної роботи у Тернопільському державному економічному університеті.
У 2007 році працювала старшим науковим співробітником Інституту соціальної і політичної психології АПН України (м. Київ). Також працювала на посаді доцента кафедри психології у Республіканському вищому навчальному закладі «Кримський гуманітарний університет» (м. Ялта, АРК), а також провідним науковим співробітником Науково-дослідного інституту цього ж закладу (2007-09).
У 2016-21 роках працювала на посаді професора кафедри психології та соціальної роботи Тернопільського національного економічного університету (Західноукраїнського національного університету), у 2014-19 роках – директором НДІ методології та освітології цього ж ВНЗ, за сумісництвом.
Фурман (Гуменюк) О. Є. авторка ряду статей та авторських експериментальних програм для курсів «Соціальна психологія», «Психологія Я-концепції» та «Психологія впливу». Опублікувала авторські лекції: «Проблематика Я у психоаналітичній теорії Зиґмунда Фройда» (2003) та «Спонтанно-духовна організація Я-концепції універсума» (2003), монографії «Модульно-розвивальне навчання: соціально-психологічний аспект» (1998), «Психологія впливу» (2003), «Теорія і методологія інноваційно-психологічного клімату загальноосвітнього закладу» (2008); видала навчальний посібник «Психологія Я-концепції» (2004), а також спільно із Фурманом А.В. «Психологія Я-концепції» (Львів: Новий світ-2000, 2006).
Авторка понад сотні наукових навчально-методичних праць загальним обсягом близько 150 др. арк. Багато часу приділяє редагуванню статей у фаховому журналі із психології. Неодноразово виступала на Всеукраїнських науково-практичних, науково-методичних конференціях та на обласному телебаченні із доповідями про стан та проблеми соціальної психології, сучасної освіти і культури.